# خیابان ۴۲ (فیلم)
خیابان ۴۲ (انگلیسی: 42nd Street) فیلمی در ژانر موزیکال به کارگردانی لوید بیکن است که در سال ۱۹۳۳ منتشر شد.

## بازیگران
- وارنر بکستر
- دیک پاول
- جینجر راجرز
- ببه دنیلز
- یونا مرکل
- ند اسپارکس
- آلن جنکینس
- چارلز لین
- هنری بی. والتهال
- توبی وینگ
- گای کیبی
- والیس کلارک